# Regimiento de Infantería «Arapiles» n.º 62
El regimiento de infantería "Arapiles" n.º 62 (RI-62) es una unidad del Ejército de Tierra de España desde 2015 encuadrada en la Brigada «Aragón» I, anteriormente Jefatura de Tropas de Montaña "Aragón". 
Entre 1965 y el 26 de enero de 2017 fue Regimiento de Infantería de Cazadores de Montaña n.º 62, siendo su primer coronel durante este periodo Silvano Cirujano Romero.

## Historial
Con el objeto de combatir en la Guerra de Restauración portuguesa que enfrentaba a España con Portugal, se creó bajo el mando del capitán García de Porras el 19 de septiembre de 1642 con el nombre de Compañía de Escolares de Salamanca, al estar formada por estudiantes de la Universidad de Salamanca.

### Guerra de Sucesión

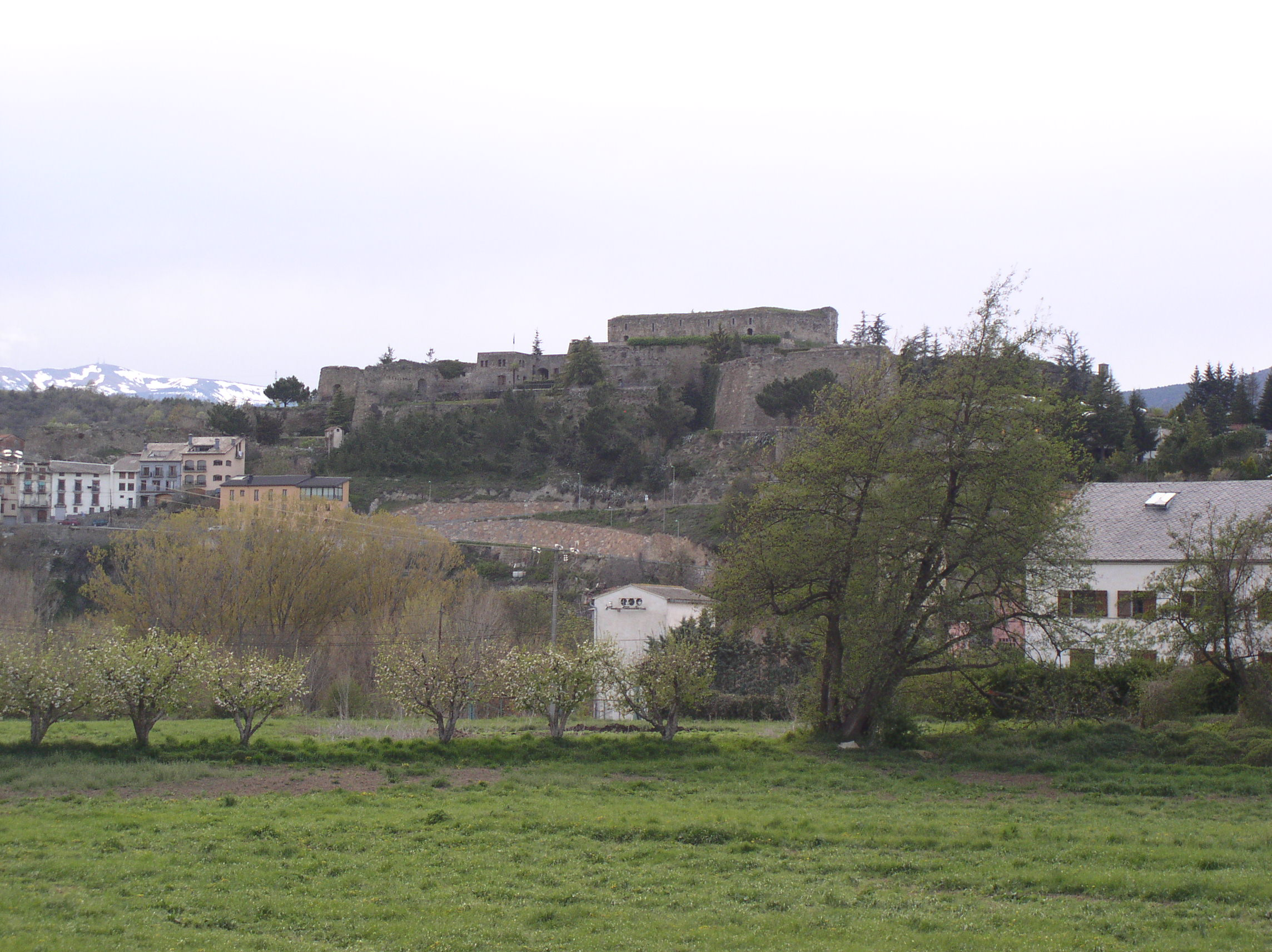
El Castell de Ciutat visto desde Seo de Urgel.

Participó con el nombre de Tercio de Salamanca o Regimiento de Salamanca en la guerra de sucesión española, pero fue disuelto antes del fin de la contienda, con lo que sus tropas pasaron a formar el 2º batallón del Regimiento de Infantería de Asturias el 20 de abril de 1715.

### Guerra de Independencia
Reaparece con el nombre de Batallón de Voluntarios de Salamanca “Los de la Bigornía”, durante la Guerra de la Independencia Española, en la que operó en Castilla.
De 1848 a 1849 tomó parte en la 2ª guerra carlista en Zamora y Cataluña, con el nombre de Batallón de Cazadores Arapiles n.º 11.

### Guerra de África
Entre 1859 y 1860 participó en la guerra de África. 

### Guerra Carlista
De 1872 a 1873, en la guerra civil carlista, operó en el sitio del bastión de Castellciutat en Seo de Urgel (Lérida) con el nombre de Batallón de Cazadores Arapiles n.º 9. 

### Campaña de Cuba
En 1898 intervino en la Campaña de Cuba.

### Guerra de África
En 1909 una vez más en la guerra de África.

### Guerra del Rif
En 1924 cambia de nuevo el nombre por el de Batallón de Cazadores de “África” n.º 3, con el que participa en la guerra del Rif. Volvió a cambiar de nombre en 1935: Batallón de Montaña Arapiles n.º 7, recogiendo los restos de antiguo Ibiza n.º 7, con el que entra a formar parte de la guarnición de Estella (Navarra).

### Guerra Civil
Durante la Guerra Civil, esta unidad llega a integrar hasta siete batallones que combaten simultáneamente en diferentes frentes. En esta época son condecorados con la Medalla Militar colectiva los batallones segundo y quinto.

### Posguerra
Se disuelve al final de la guerra, pero vuelve a formarse en 1943, con el nombre de Batallón de Cazadores de Montaña Arapiles n.º 3, de guarnición en La Seo de Urgel (Lérida), donde constituye junto a los batallones de cazadores Navarra 1, Albuera 2 la Agrupación de Montaña n.º 1, al mando del teniente coronel Julio López Guasch.

### Actualidad
En 1965 pasa a la categoría de regimiento con el nombre de Regimiento de Cazadores de Montaña Arapiles n.º 62, al mando del Coronel Silvano Cirujano Romero.
En 1987 el regimiento engrosa sus filas con la incorporación del Batallón de Cazadores de Montaña Cataluña n.º 4, que había sido parte hasta el momento del regimiento de cazadores Barcelona n.º 63 con guarnición en Berga (Barcelona).
En 1993 se disuelve la División de Montaña Urgel 4 para refundirse en la nueva Brigada de Cazadores de Montaña Urgel n° 4, y sus unidades, entre las que está el Arapiles, se acuartelan en la gerundense base militar “General Álvarez de Castro” de San Clemente Sasebas (Gerona). Tres años más tarde, y a consecuencia del Plan Norte de reorganización del Ejército de Tierra, el Arapiles pierde su especialización de montaña, con lo que se renombra como Regimiento de Infantería Arapiles n° 62, para ser posteriormente disuelto. 
En el año 2002 reaparece con el nombre anterior, con sus batallones divididos entre la base Álvarez de Castro de San Clemente Sasebas (Gerona) y el Cuartel del Bruch de Barcelona. En enero de 2019 uno de sus batallones se transpasa al Regimiento Barcelona n.º 63, resultando en su estructura actual con un solo batallón.

## Composición
- Batallón de Infantería Mecanizada "Badajoz" I/62, con base en "General Álvarez Castro" en San Clemente Sasebas (Gerona)